# Église Sainte-Marie de Sainte-Marie-aux-Anglais
Pour les articles homonymes, voir Église Sainte-Marie.
L'église Sainte-Marie de Sainte-Marie-aux-Anglais est une église catholique située au Mesnil-Mauger, en France.

## Localisation
L'église est située dans le département français du Calvados, sur le territoire de la commune de Sainte-Marie-aux-Anglais, associée à la commune de Mézidon Vallée d'Auge.

## Historique
Aucun document d'époque ne nous donne la date de construction de la chapelle, ce sont des données scientifiques rappelées ci-dessous qui ont permis une datation des XIIe et XIIIe siècles.

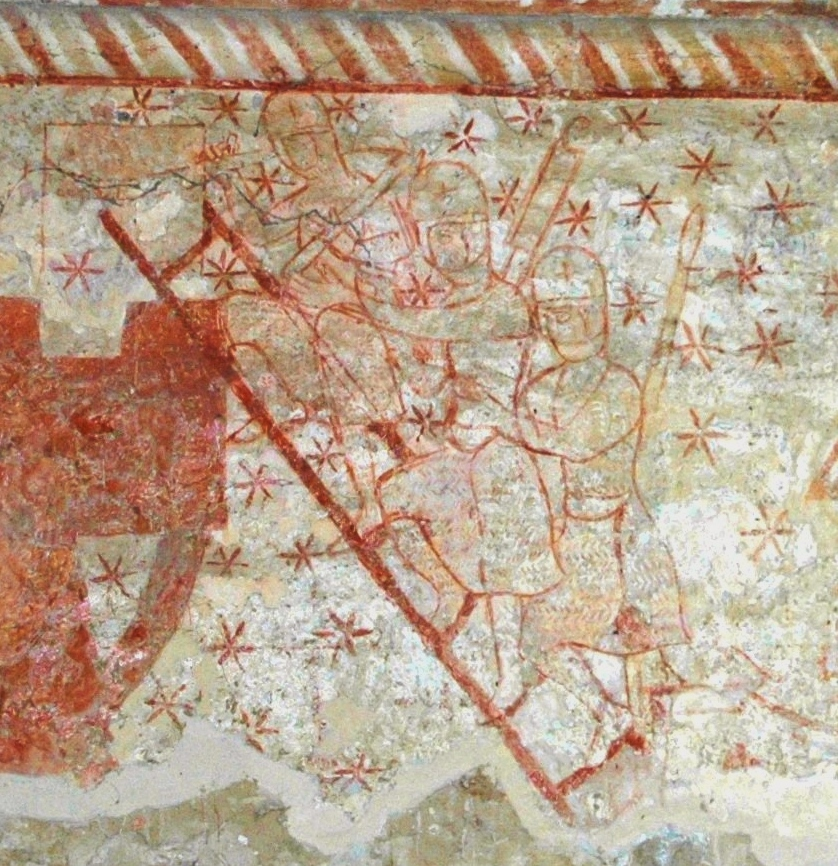

L'église ou plutôt la chapelle fut réalisée pour servir de sépulture à la famille de Sainte-Marie dont le descendant au XIVe siècle était toujours le patron de la chapelle. Les gisants du chœur représentent vraisemblablement des membres de cette famille.
En 1661, César Auguste de Mathan, seigneur et patron de la chapelle, épouse Madeleine de Drosay « dame » de Sainte-Marie-aux-Anglais. Sa pierre tombale se trouve dans le chœur de la chapelle.
La chapelle devient aux XVIIe et XVIIIe siècles église paroissiale contrôlée par l'évêché de Lisieux.
En 1836, les paroissiens demandent à être rattachés à d'autres églises plus facilement accessibles et le bâtiment, désacralisé, sombre dans un long oubli et risque de s'écrouler. L'église redevenue chapelle est quand même inscrite au titre des Monuments historiques en 1850. Mais la commune obtient l'annulation de l'inscription pour la détruire comme « ruine ». Elle est sauvée par le châtelain local, Monsieur de La Porte, et elle est réinscrite au titre des Monuments historiques le 19 novembre 1910.

## Description
La chapelle a été visiblement construite en deux parties, la nef d’abord puis le chœur. Deux études de dendrochronologie et des observations architecturales permettent de dater la nef de 1145 et le chœur de 1220 environ. Le clocher actuel est daté entre 1411 et 1455, il n'y en avait pas à la création de la chapelle car on voit bien la coupe de la panne faitière.
La chapelle est un exemple du roman typiquement normand. Elle comprend une nef à trois travées et un chœur à deux travées surmonté de voutains. Elle est exactement comme son maître d’œuvre l’a conçue au XIIe siècle. Seules deux fenêtres gothiques sont venues remplacer deux fenêtres romanes d’origine.
La chapelle est remarquable par ses peintures murales dont l’essentiel date du XIIIe siècle. Le chœur montre un cycle marial sur ses voutains, les murs représentent la vie du christ. La nef comprend différentes scènes « civiles » mais en rapport avec la vie religieuse de l’époque : meurtre de saint Thomas Becket, scène d’attaque de château-fort inspirée des croisades, décapitation de saint Jean-Baptiste lors du festin d'Hérode etc. Cet ensemble est surement la plus grande surface peinte de cette époque encore visible en Normandie.
Une restauration du clos et du couvert s'est terminée en 2018. Le clocher qui était en très mauvais état , a été déposé pour restauration complète. Une seconde tranche de travaux concernant les décors a commencé en octobre 2023 et doit durer 2 ans environ. Il n'y aura pas de visites pendant cette période.